# Babia Góra (Kurowo-Kolonia)
Babia Góra – część wsi Kurowo-Kolonia w Polsce, położona w województwie kujawsko-pomorskim, w powiecie włocławskim, w gminie Baruchowo.
W związku z reformą administracyjną kraju w 1973 roku, Babia Góra ustanowiła sołectwo w gminie Brześć Kujawski.
W latach 1975–1998 miejscowość administracyjnie należała do województwa włocławskiego.